# Fawzi Al Shammari
Fawzi Al-Shammari (nacido el 13 de febrero de 1979) es un atleta de Kuwait que compite en los 200 y 400 metros lisos.

## Palmarés
- 2005 West Asian Games - medalla de oro (400 metros)
- 2003 Pan Arab Championships - medalla de oro (400 metros)
- 2003 Pan Arab Championships - medalla de oro (200 metros)
- 2003 Asian Championships - medalla de oro (400 metros)
- 2003 Asian Championships - medalla de oro (200 metros)
- 2002 Asian Games - medalla de oro (400 metros)
- 2002 West Asian Games - medalla de oro (400 metros)
- 2002 West Asian Games - medalla de oro (200 metros)
- 2002 World Cup - medalla de bronce
- 2002 Asian Championships - medalla de oro (400 metros)
- 2002 Asian Championships - medalla de plata (200 metros)
- 1998 World Junior Championships - medalla de bronce